# Sport (journal)
Pour les articles homonymes, voir Sport (homonymie).
Sport est un quotidien sportif catalan édité à Barcelone. Créé en 1979, ce quotidien est essentiellement centré sur le football, et couvre spécialement l'actualité du FC Barcelone ainsi que celle de l'Espanyol Barcelone. Les autres sports sont également couverts.